# 범어사 황실축원 장엄수
부산 범어사 황실축원 장엄수(釜山 梵魚寺 皇室祝願 莊嚴繡)은 부산광역시 금정구 범어사에 있는 1쌍의 장엄수이다. 1999년 9월 3일 부산광역시의 민속문화재 제1호 황실축원장엄수로 지정되었다가, 2015년 6월 17일 범어사 황실축원 장엄수로 명칭이 변경되었다.

## 개요
범어사에 보존되어 있는 1쌍의 장엄수로, 조선 헌종의 아버지인 문조 익황제와 어머니인 신정 익황후의 명복을 비는 내용을 수놓은 것을, 광무 6년(1902) 범어사의 암자인 계명암에서 나라의 편안함과 왕실의 번성을 위해 나라제사를 치를 때 황실에서 하사한 것이다.
각각 남색과 붉은색 바탕의 공단으로 되어있고, 금실과 명주실을 사용하여 여러 가지 방법의 기법으로 수를 놓았다. 문조와 신정황후 조씨의 명복을 비는 내용인 서원문을 가운데에 금실로 수놓았으며, 윗부분은 연꽃잎 모양을, 아래부분에는 연꽃 무늬를 넣어 화려하게 장식하였다. 밑부분에는 양 모서리에 수술을 달아서 장식하였다.
문조는 순조의 아들로, 세자로 책봉되었으나 22세 때 요절하였고, 아들인 헌종이 즉위한 후 익종으로 추존되었다가 고종 때에 다시 문조 익황제로 불리게 되었다. 신정황후는 풍양조씨 조만영의 딸로, 고종 27년(1890)에 생을 마친 후 남편인 문조와 함께 광무 3년(1899) 신정황후로 봉해졌다.
이 장엄수의 제작연대는 두 사람이 추존된 이후 범어사 계명암에서 제사를 지낸 1899∼1902년 사이인 것으로 추정한다. 당시의 궁중자수가 어떤 형태였는지를 살펴볼 수 있는 귀중한 자료이다.

## 명칭 변경 사유
사찰 소장 문화재에 대한 소장처를 명확하게 표시하고, 문화재 명칭의 띄어쓰기를 바로잡기 위함.

## 같이 보기
- 조선 문조
- 신정왕후 (조선 문조)

## 참고 자료
- 부산 범어사 황실축원 장엄수 - 국가유산청 국가유산포털
- 부산 범어사 황실축원 장엄수 - 다이나믹 부산 문화관광